# Sebastian Petrycy

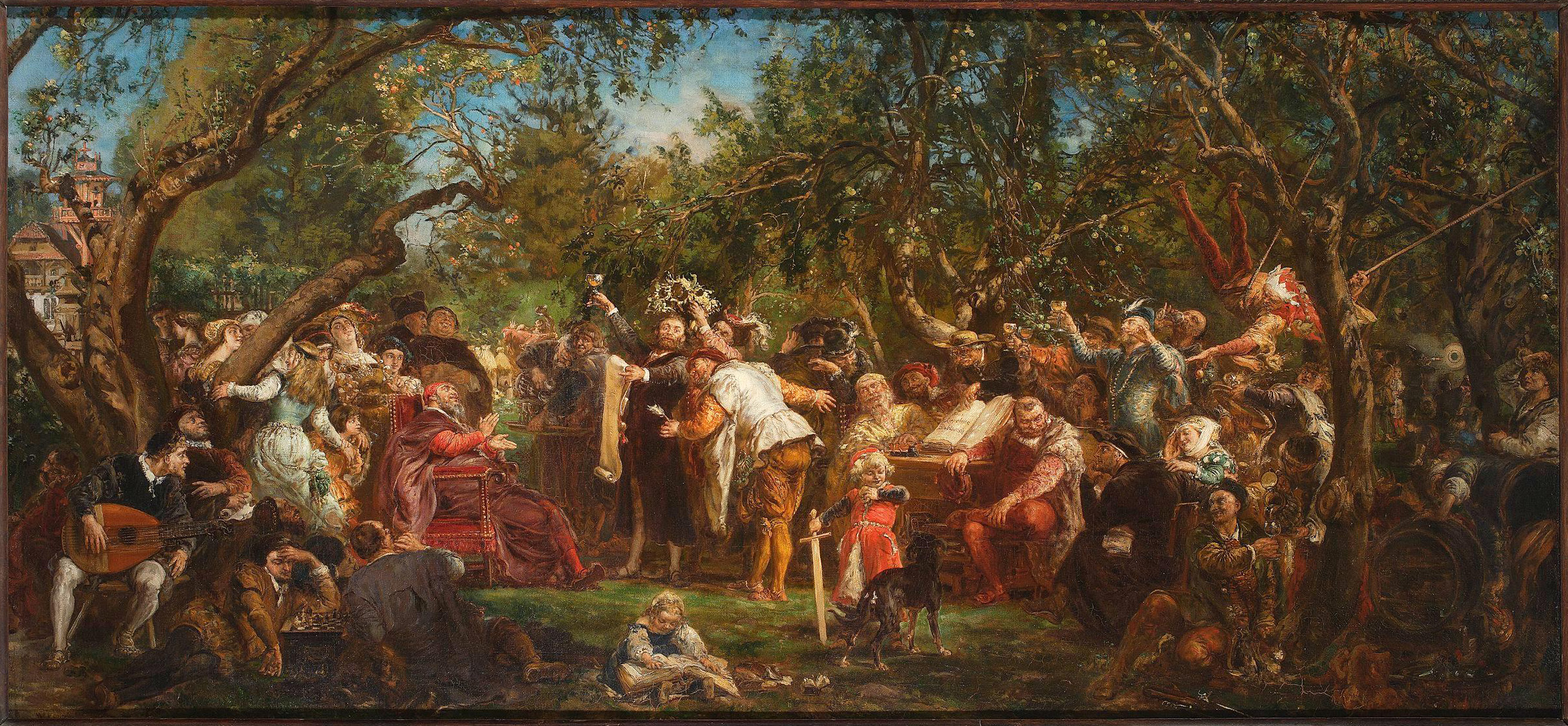
Na obrazie Jana Matejki Rzeczpospolita Babińska, Sebastian Petrycy siedzi na lewo pod drzewem, obok królewskiego lutnisty Valentina Bakfarka (1881, Muzeum Narodowe w Warszawie).

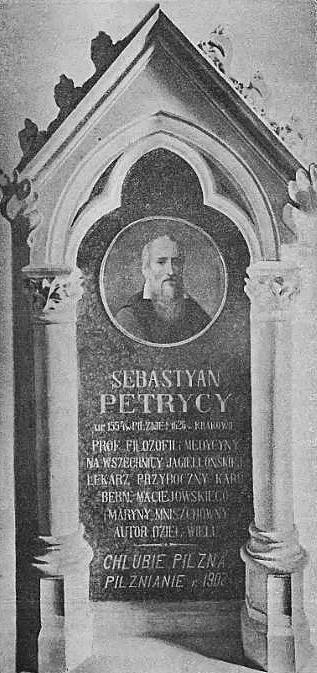
Pomnik Sebastiana Petrycego odsłonięty w kościele św. Jana Chrzciciela w Pilźnie w 1907

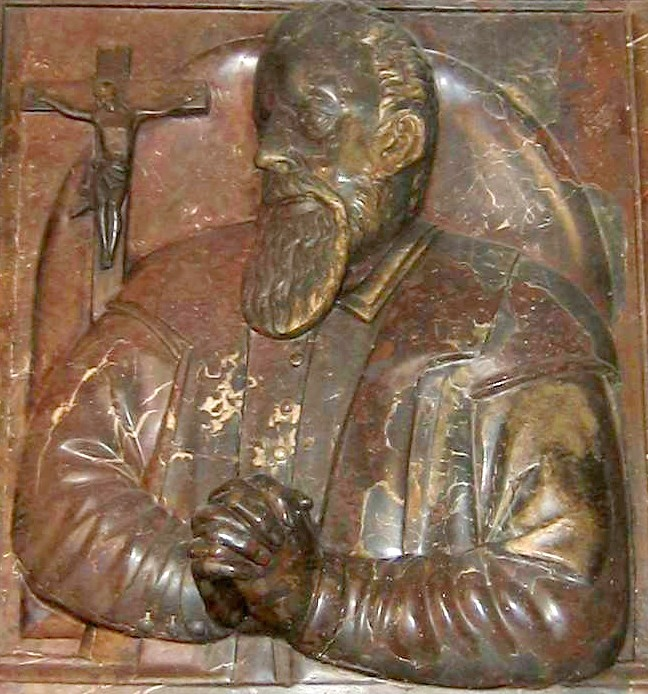
Nagrobek Sebastiana Petrycego w kościele franciszkanów w Krakowie

Sebastian Petrycy z Pilzna (łac. Sebastianus Petricius Pilsnensis), (ur. 1554 w Pilźnie, zm. 11 kwietnia lub 7 grudnia 1626 w Krakowie) – polski lekarz, pisarz medyczny, filozof i tłumacz.

## Życiorys
Sebastian Petrycy, syn Stanisława, pochodził z rodziny mieszczańskiej. Początkowo kształcił się w rodzinnym mieście. W 1573 zaczął studiować filozofię na wydziale Artium Akademii Krakowskiej, gdzie rok później uzyskał bakalaureat. Wyjechał do Olkusza i do 1581 był nauczycielem w szkole parafialnej. W 1583 ukończył studia z filozofii na Akademii Krakowskiej. Rozpoczął wykładanie na tym uniwersytecie, a w 1584 został członkiem Kolegium Mniejszego i objął katedrę poetyki. Jego wykłady obejmowały literaturę starożytną, filozofię Alberta Wielkiego, arystotelejską filozofię przyrody, a także logikę, politykę i astronomię. W 1588 uczył również retoryki w szkole przygotowawczej w Krakowie.
W latach 1589–1590 studiował na uniwersytecie w Padwie, kończąc go doktoratem z medycyny. Starał się o nostryfikację swojego padewskiego dyplomu na Wydziale Lekarskim, jednak nie pozwolono mu na dołączenie do Wydziału i Petrycy powrócił do nauczania na Wydziale Artium. Kontynuował jednak swoje starania i w 1591 odbył publiczną dysputę inkorporacyjną (responsio pro loco) o objawach i leczeniu kiły. Nadal jednak odmawiano mu przyjęcia na Wydział Lekarski i zniechęcony Petrycy wyjechał do Lwowa. Tu ożenił się i osiadł, otworzył własną praktykę lekarską. Zgon żony (28 lutego 1596) i jedynej córki, Zuzanny, oraz przegrany proces o schedę po teściu, skłoniły go do powrotu do Krakowa (ok. 1600).
W 1601 objął stanowisko lekarza przybocznego biskupa krakowskiego kardynała Bernarda Maciejowskiego. Rozpoczął się okres dworski w życiu Petrycego. Związał się z rodem Mniszchów i w 1606 wraz z orszakiem Maryny Mniszchówny udał się na jej wesele z Dymitrem Samozwańcem w Moskwie. Uniknął śmierci w rzezi Polaków, zostając pojmanym przez Rosjan i uwięzionym (do września 1607). W tym czasie zaginął bez wieści jego młodszy syn Gabriel.
Powrócił do Krakowa, gdzie powrócił do działalności akademickiej, zostając w końcu członkiem Wydziału Lekarskiego. Popadł jednak w konflikt z innymi profesorami wydziału, Grzegorzem Skrobkowicem i Walentym Fontaną, w wyniku którego Petrycy zrezygnował z katedry, zachowując jednak prawa akademickie (1615). Spór dotyczył różnic w poglądach na leczenie i zjawiska chorobowe. Petrycy był metodykiem (za środowiskiem padewskim), uznającym mechanistyczny punkt widzenia, natomiast w Krakowie dominowało tradycyjne stanowisko dogmatyków. W konflikt zaangażowały się władze uczelni, które opowiedziały się po stronie Fontany.
Po wystąpieniu z Wydziału Lekarskiego Petrycy powrócił do zawodu lekarza i przez ostatnie 10 lat życia prowadził z sukcesem praktykę. W 1620 ustanowił Fundację historiografa uniwersyteckiego, którą objął jego starszy syn Jan Innocenty Petrycy, który również został profesorem Akademii Krakowskiej (W dziedzinie medycyny). Petrycy ufundował również dwa stypendia dla ubogich studentów z Pilzna i dokonał testamentowych zapisów na rzecz uniwersytetu.

## Twórczość
Twórczość Petrycego obejmuje trzy dziedziny: traktaty medyczne (na temat chorób), przekłady Horacego oraz tłumaczenia i komentarze do dzieł Arystotelesa.
Twórczość poetycka Petrycego obejmuje tłumaczenie i parafrazę wierszy Horacego. Petrycy dokonał ich podczas pobytu w więzieniu w Moskwie w latach 1606–1607. Dzieło zostało wydane po powrocie Petrycego do Polski, w Krakowie w 1609 pt. Horatius Flaccus w trudach więzienia moskiewskiego.
Jego największym osiągnięciem są tłumaczenia (z łaciny na polski) i komentarze tekstów z filozofii praktycznej Arystotelesa (Ekonomiki, Polityki i Etyki). Jest jednym z głównych polskich filozofów renesansowych i twórców polskiej terminologii filozoficznej. Petrycy komentował Arystotelesa poprzez dodanie obszernych Przydatków, mających postać krótkich uwag lub dłuższych wywodów. Dłuższe fragmenty były często luźno związane z tekstem i stanowiły wyraz samodzielnych poglądów autora. W komentarzach opierał się na szeregu prac innych filozofów i komentatorów. W redagowaniu krótkich „przestróg” i „dokładów” (uwag do czytanego tekstu) opierał się na komentarzach Joachima Camerariusa (Ekonomika), Pietra Vettoriego (Polityka) oraz Eustracjusza i Michał z Efezu w przekładzie Felicianusa (Etyka). Przy pisaniu Przydatków również z prac Septaliusa (De ratione familiae), Johna Case’a (Sphaera civitatis), Francesca Piccolominiego (Universa philosophia de moribus) i Johna Case’a (Speculum quaestionum moralium in universam Aristotelis).
Przydatki Petrycego w wielu punktach miały charakter oryginalny. Podawane przez niego przykłady odnosiły się do lokalnych realiów. Petrycy komentował w nich kwestie społeczne i ustrojowe Polski. Wskazywał na konieczność wzmocnienia władzy monarszej i ochrony stanów pracujących. Metafizyczna problematyka myśli Arystotelesa podejmowana była z mniejszą uwagą i często powierzchownie. Arystotelizm łączony był z elementami stoickimi i chrześcijańskimi.

### Dzieła

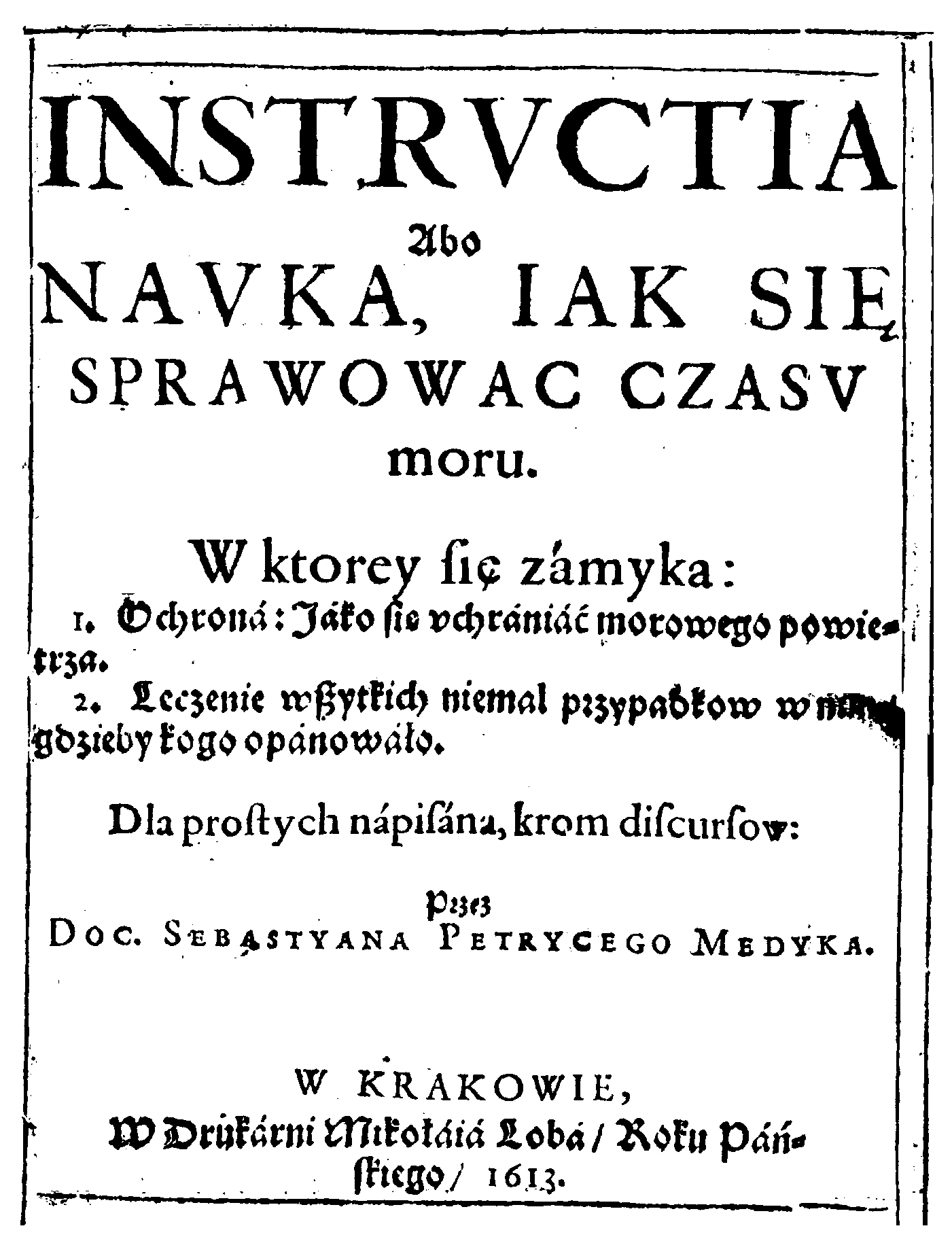
Druk wydany w Krakowie w 1613 roku Instructia abo nauka, jak się sprawować czasu moru

- (1591) De natura, causis, symptomatis morbi gallici eiusque curatione quaestio[6], Kraków, drukarnia Łazarzowa;
- (1601) Ekonomika Arystotelesowa albo raczej nauka domowego gospodarstwa, Kraków, drukarnia Łazarzowa. Tłumaczenie Ekonomiki Arystotelesa, z łacińskiego przekładu Leonarda Bruniego (ks. I, III) oraz Joachima Camerariusa (ks. II)[3], wraz z komentarzem w Przydatkach.
  - przedruki fragmentów Przydatków:: S. Kot Źródła do historii wychowania. (Wybór), cz. 1: Od starożytnej Grecji do końca w. XVII, Kraków 1929, s. 263–264, 270–272; W. Tomkiewicz „Pisarze polskiego Odrodzenia o sztuce”, Wrocław 1955, Teksty Źródłowe do Dziejów Teorii Sztuki, t. 4; J. Skoczek „Wybór pism pedagogicznych Polski doby Odrodzenia”, Wrocław 1956, Biblioteka Narodowa, seria I, nr 157
- (1605) Polityki Arystotelesowej, to jest rządu Rzeczypospolitej, z dokładem ksiąg ośmioro, Kraków 1605, drukarnia S. Kempini. Tłumaczenie Polityki Arystotelesa, z łacińskiego przekładu Leonarda Bruniego, wraz z komentarzem w Przydatkach.
  - przedruki fragmentów Przydatków: S. Kot Źródła do historii wychowania. (Wybór), cz. 1: Od starożytnej Grecji do końca w. XVII, Kraków 1929, s. 259–263, 264–267; W. Tomkiewicz „Pisarze polskiego Odrodzenia o sztuce”, Wrocław 1955, Teksty Źródłowe do Dziejów Teorii Sztuki, t. 4; fragm. dedykacji i przedmowy przedr. W. Taszycki „Obrońcy języka polskiego. Wiek XV–XVIII”, Wrocław 1953, Biblioteka Narodowa, seria I, nr 146; J. Skoczek „Wybór pism pedagogicznych Polski doby Odrodzenia”, Wrocław 1956, Biblioteka Narodowa, seria I, nr 157; fragmenty przedr. B. Suchodolski „Rozwój myśli o wychowaniu fizycznym w dobie Odrodzenia”, Wrocław 1959, Źródła do Dziejów Kultury Fizycznej nr 2
- (1609) Horatius Flaccus w trudach więzienia moskiewskiego na utulenie żalów... w lyryckich pieśniach zawarty[7], Kraków, drukarnia B. Skalski;
  - (1914) wyd. krytyczne J. Łoś, Kraków, BPP nr 67;
- (1613) Instructia abo nauka, jak się sprawować czasu moru[8], Kraków, drukarnia M. Lob;
- (1613) D. Sebastianus Petricius medicus Gregorio Scrobkowicz jure-consulto, consuli crac. Zoilo suo sanam mentem P. (brak miejsca wydania);
- (1618) Ekonomika Arystotelesowa albo raczej nauka domowego gospodarstwa wyd. II rozszerzone, Kraków, drukarnia M. Jędrzejowczyk.
- (1618) Etyki Arystotelesowej, to jest, jako się każdy ma na świecie rządzić, z dokładem ksiąg dziesięciorga, Kraków, drukarnia M. Jędrzejowczyk. Tłumaczenie Etyki nikomachejskiej Arystotelesa, z łacińskiego przekładu Joannesa Bernardusa Felicianusa, wraz z komentarzem w Przydatkach.
  - przedruki fragmentów Przydatków.: W. Rubczyński „O filozoficznych poglądach S. Petrycego z Pilzna”, dod.: I, IV-VII, Rozprawy AU Wydział Historyczno-Filozoficzny, t. 52 (1909), s. 171–172, 181–189; W. Taszycki Wybór tekstów staropolskich XVI–XVIII wieku, Lwów 1928; także wyd. 2 Warszawa 1955; S. Kot Źródła do historii wychowania. (Wybór), cz. 1: Od starożytnej Grecji do końca w. XVII, Kraków 1929, s. 267–270; W. Tomkiewicz „Pisarze polskiego Odrodzenia o sztuce”, Wrocław 1955, Teksty Źródłowe do Dziejów Teorii Sztuki, t. 4; J. Skoczek „Wybór pism pedagogicznych Polski doby Odrodzenia”, Wrocław 1956, Biblioteka Narodowa, seria I, nr 157

### Wydania zbiorowe
- (1956) Pisma wybrane, t. 1–2, oprac. W. Wąsik, Warszawa, Biblioteka Klasyków Filozofii. Pisarze Polscy;
  - t. 1: Przydatki do Etyki Arystotelesowej;
  - t. 2: Przydatki do Ekonomiki i Polityki Arystotelesowej (wybór) wraz ze słowniczkiem staropolskim do tekstów.

### Listy i materiały
- Listy do T.E. Swinarskiego, dat. w Krakowie: 6 lipca, 28 października i 5 listopada 1590; we Lwowie: 29 września 1956 i 4 lutego 1598; ogł. H. Barycz „Kilka rysów i spostrzeżeń z życia i charakteru S. Petrycego”, Sebastian Petrycy, uczony doby Odrodzenia, Wrocław 1957, PAN Komitet Historii Nauki. Monografie z Dziejów Nauki i Techniki, aneks I i odb., nr 3
- Do księcia Mikołaja Krzysztofa Radziwiłła, dat. w Mińsku 16 września 1607, wyd.: W.A. Maciejowski Piśmiennictwo polskie, t. 3 dod., Warszawa 1852, s. 226; przedr. H. Barycz „Kilka rysów i spostrzeżeń z życia i charakteru S. Petrycego”, Sebastian Petrycy, uczony doby Odrodzenia, Wrocław 1957, PAN Komitet Historii Nauki. Monografie z Dziejów Nauki i Techniki, aneks I, nr 6
- Do Grzegorza Skrobkowica, dat. w Krakowie 1613, wyd. około 1613 (w formie listu otwartego); przedr. H. Barycz „Kilka rysów i spostrzeżeń z życia i charakteru S. Petrycego”, Sebastian Petrycy, uczony doby Odrodzenia, Wrocław 1957, PAN Komitet Historii Nauki. Monografie z Dziejów Nauki i Techniki, aneks I, nr 7; unikat wyd. 1613 Biblioteka Ossolińskich, sygn. XVII – 290/III
- Listy od T.E. Swinarskiego z lat 1590–1598, rękopisy: Biblioteka Jagiellońska nr 2501
- Diariusz osobisty z lat 1582–1607, wpisany na marginesie i ochronnej karcie dzieła: J. Stadius Ephemerides 1554-1606, Kolonia 1560 (egz. Biblioteka Jagiellońska Cim. 5920), ogł. H. Barycz „Kilka rysów i spostrzeżeń z życia i charakteru S. Petrycego”, Sebastian Petrycy, uczony doby Odrodzenia, Wrocław 1957, PAN Komitet Historii Nauki. Monografie z Dziejów Nauki i Techniki, aneks II

## Upamiętnienie
Uwieczniony został na obrazie Jana Matejki pt. Rzeczpospolita Babińska.
W drugiej połowie lipca 1907 w kościele św. Jana Chrzciciela w Pilźnie został odsłonięty pomnik Sebastiana Petrycego.